# Open de Tenis Ciudad de Pozoblanco 2023 - Doppio
Dan Added e Albano Olivetti erano i detentori del titolo ma solo Added ha scelto di partecipare in coppia con Pierre-Hugues Herbert.
In finale Nam Ji-sung e Song Min-kyu hanno sconfitto Luke Johnson e Benjamin Lock con il punteggio di 2–6, 6–4, [10–8].

## Teste di serie
1. Nam Ji-sung /  Song Min-kyu (campioni)
2. Luke Johnson /  Benjamin Lock (finale)

1. Rithvik Choudary Bollipalli /  Arjun Kadhe (quarti di finale)
2. Francis Casey Alcantara /  Sun Fajing (primo turno)

## Wildcard
1. David Marrero /  Nicolas Moreno de Alboran (semifinale)

1. Edas Butvilas /  Alejandro López Escribano (primo turno)

## Alternate
1. Denis Istomin /  Evgenij Karlovskij (quarti di finale)

## Tabellone

### Legenda
| - Q = Qualificato - WC = Wild card - LL = Lucky loser | - ALT = Alternate - SE = Special Exempt - PR = Protected Ranking | - w/o = Walkover - r = Ritirato - d = Squalificato |

|  | Primo turno | Primo turno                          | Primo turno                          | Primo turno | Primo turno |  |  | Quarti di finale | Quarti di finale                  | Quarti di finale                  | Quarti di finale    | Quarti di finale    |     |   | Semifinali | Semifinali                    | Semifinali                    | Semifinali                 | Semifinali |   |     | Finale | Finale | Finale | Finale | Finale |  |
|  |             |                                      |                                      |             |             |  |  |                  |                                   |                                   |                     |                     |     |   |            |                               |                               |                            |            |   |     |        |        |        |        |        |  |
|  | 1           | J-s Nam M-k Song                     | 6                                    | 4           | [11]        |  |  |                  |                                   |                                   |                     |                     |     |   |            |                               |                               |                            |            |   |     |        |        |        |        |        |  |
|  |             | A Barroso Campos P Llamas Ruiz       | 3                                    | 6           | [9]         |  |  | 1                | J-s Nam M-k Song                  | J-s Nam M-k Song                  | 6                   | 6                   |     |   |            |                               |                               |                            |            |   |     |        |        |        |        |        |  |
|  |             | J Echeverría I Montes de la Torre    | J Echeverría I Montes de la Torre    | 6           | 7           |  |  |                  | J Echeverría I Montes de la Torre | J Echeverría I Montes de la Torre | 4                   | 3                   |     |   |            |                               |                               |                            |            |   |     |        |        |        |        |        |  |
|  |             | D Cukierman E Leshem                 | D Cukierman E Leshem                 | 2           | 64          |  |  |                  |                                   |                                   |                     |                     |     |   | 1          | J-s Nam M-k Song              | J-s Nam M-k Song              | 7                          | 6          |   |     |        |        |        |        |        |  |
|  | 3           | R Choudary Bollipalli A Kadhe        | R Choudary Bollipalli A Kadhe        | 6           | 6           |  |  |                  |                                   |                                   | D Added P-H Herbert | D Added P-H Herbert | 65  | 3 |            |                               |                               |                            |            |   |     |        |        |        |        |        |  |
|  |             | C Bittoun Kouzmine A Soriano Barrera | C Bittoun Kouzmine A Soriano Barrera | 4           | 4           |  |  | 3                | R Choudary Bollipalli A Kadhe     | R Choudary Bollipalli A Kadhe     | 5                   | 2                   |     |   |            |                               |                               |                            |            |   |     |        |        |        |        |        |  |
|  |             | D Added P-H Herbert                  | D Added P-H Herbert                  | 6           | 7           |  |  |                  | D Added P-H Herbert               | D Added P-H Herbert               | 7                   | 6                   |     |   |            |                               |                               |                            |            |   |     |        |        |        |        |        |  |
|  |             | D Jordà Sanchis R Strombachs         | D Jordà Sanchis R Strombachs         | 4           | 62          |  |  |                  |                                   |                                   |                     |                     |     |   | 1          | Nam Ji-sung Song Min-kyu      | 2                             | 6                          | [10]       |   |     |        |        |        |        |        |  |
|  |             | S Ağabigün C İlkel                   | S Ağabigün C İlkel                   | 4           | 2           |  |  |                  |                                   |                                   |                     |                     |     |   |            |                               | 2                             | Luke Johnson Benjamin Lock | 6          | 4 | [8] |        |        |        |        |        |  |
|  | Alt         | D Istomin E Karlovskij               | D Istomin E Karlovskij               | 6           | 6           |  |  | Alt              | D Istomin E Karlovskij            | 4                                 | 7                   | [10]                |     |   |            |                               |                               |                            |            |   |     |        |        |        |        |        |  |
|  | WC          | D Marrero N Moreno de Alboran        | D Marrero N Moreno de Alboran        | 6           | 7           |  |  | WC               | D Marrero N Moreno de Alboran     | 6                                 | 65                  | [12]                |     |   |            |                               |                               |                            |            |   |     |        |        |        |        |        |  |
|  | 4           | FC Alcantara F Sun                   | FC Alcantara F Sun                   | 4           | 5           |  |  |                  |                                   |                                   |                     |                     |     |   | WC         | D Marrero N Moreno de Alboran | D Marrero N Moreno de Alboran | 68                         | 4          |   |     |        |        |        |        |        |  |
|  | WC          | E Butvilas A López Escribano         | E Butvilas A López Escribano         | 1           | 3           |  |  |                  |                                   | 2                                 | L Johnson B Lock    | L Johnson B Lock    | 710 | 6 |            |                               |                               |                            |            |   |     |        |        |        |        |        |  |
|  |             | D Masur L Wessels                    | D Masur L Wessels                    | 6           | 6           |  |  |                  | D Masur L Wessels                 | 5                                 | 6                   | [8]                 |     |   |            |                               |                               |                            |            |   |     |        |        |        |        |        |  |
|  |             | U Blanch JP Ficovich                 | 7                                    | 4           | [7]         |  |  | 2                | L Johnson B Lock                  | 7                                 | 1                   | [10]                |     |   |            |                               |                               |                            |            |   |     |        |        |        |        |        |  |
|  | 2           | L Johnson B Lock                     | 5                                    | 6           | [10]        |  |  |                  |                                   |                                   |                     |                     |     |   |            |                               |                               |                            |            |   |     |        |        |        |        |        |  |